# Leichtathletik-Länderkampf der Männer 1959 BR Deutschland – Polen
| 9. Leichtathletik-Länderkampf mit bundesdeutscher Beteiligung 1959 | 9. Leichtathletik-Länderkampf mit bundesdeutscher Beteiligung 1959 |               |
| ------------------------------------------------------------------ | ------------------------------------------------------------------ | ------------- |
|                                                                    |                                                                    |               |
| Ländervergleich der Männer: BR Deutschland – Polen                 |                                                                    |               |
| Austragungsort                                                     | Köln                                                               |               |
| Wettbewerbe                                                        | 20                                                                 |               |
| Datum                                                              | 19./20. September 1959                                             |               |
| 1. FRG 2. POL                                                      | 111 Punkte 101 Punkte                                              |               |
| Chronik                                                            |                                                                    |               |
| ← FRG-DNK Geher (M)                                                | ITA-FRG (M) →                                                      | ITA-FRG (M) → |

Im neunten Vergleich des Leichtathletik-Länderkämpfe mit bundesdeutscher Beteiligung 1959 trafen die bundesdeutschen Männer wieder auf einen starken Gegner, gegen den es zuvor immer knappe Resultate gegeben hatte. Am 19./20. September fand die Begegnung gegen Polen in Köln statt. Es war das fünfte Aufeinandertreffen der beiden Länder. Zwei Mal hatte Deutschland gewonnen, einmal Polen und beim Länderkampf im letzten Jahr hatte es in Warschau ein Unentschieden gegeben, das einzige in allen deutschen Vergleichen bisher überhaupt.

## Wettbewerbe und Modus
Auf dem Programm standen auch hier wieder die bei Länderkämpfen üblichen zwanzig Disziplinen. Aus dem olympischen Wettbewerbskatalog fehlten nur der Marathonlauf, die beiden Gehdisziplinen und der Zehnkampf. Gewertet wurde in den Einzeldisziplinen nach dem Standardsystem, in den Staffeln mit fünf zu zwei Punkten.

## Ergebnis
Wie im Vorjahr lagen die bundesdeutschen Leichtathleten im Bereich Lauf mit sechs Einzeldisziplinsiegen bei drei Doppelerfolgen gegenüber vier Einzeldisziplinsiegen bei einem Doppelerfolg der Polen vorn. Auch die Staffeln gingen wieder beide an die Bundesrepublik Deutschland. In den technischen Wettbewerben war Polen nicht ganz so stark wie im letzten Jahr. Im Bereich Sprung konnten sie nur den Dreisprung mit einem Doppelerfolg für sich entscheiden, in den anderen drei Disziplinen war hier die Bundesrepublik siegreich. Die Stoß- und Wurfwettbewerbe gingen zwar allesamt an die Polen, was ihnen allerdings nicht reichte, um den Länderkampf zu gewinnen. Diesmal setzten sich die bundesdeutschen Leichtathleten wieder durch und gewannen mit 111 zu 101 Punkten.

## Resultate

### 100 m
| Platz | Athlet            | Land | Zeit (s) |
| ----- | ----------------- | ---- | -------- |
| 1     | Manfred Germar    | FRG  | 10,4     |
| 2     | Marian Foik       | POL  | 10,6     |
| 3     | Peter Gamper      | FRG  | 10,6     |
| 4     | Andrzej Zieliński | POL  | 10,7     |

Datum: 19. September

### 200 m
| Platz | Athlet         | Land | Zeit (s) |
| ----- | -------------- | ---- | -------- |
| 1     | Manfred Germar | FRG  | 20,9     |
| 2     | Marian Foik    | POL  | 21,0     |
| 3     | Carl Kaufmann  | FRG  | 21,2     |
| 4     | Jerzy Kowalski | POL  | 21,4     |

Datum: 20. September

### 400 m
| Platz | Athlet              | Land | Zeit (s) |
| ----- | ------------------- | ---- | -------- |
| 1     | Carl Kaufmann       | FRG  | 45,8     |
| 2     | Manfred Kinder      | FRG  | 46,7     |
| 3     | Jerzy Kowalski      | POL  | 47,0     |
| 4     | Stanisław Swatowski | POL  | 47,6     |

Datum: 19. September

### 800 m
| Platz | Athlet             | Land | Zeit (min) |
| ----- | ------------------ | ---- | ---------- |
| 1     | Paul Schmidt       | FRG  | 1:46,2     |
| 2     | Stefan Lewandowski | POL  | 1:46,5     |
| 3     | Peter Adam         | FRG  | 1:47,0     |
| 4     | Zbigniew Makomaski | POL  | 1:53,8     |

Datum: 20. September

### 1500 m
| Platz | Athlet             | Land | Zeit (min) |
| ----- | ------------------ | ---- | ---------- |
| 1     | Stefan Lewandowski | POL  | 3:48,0     |
| 2     | Edmund Brenner     | FRG  | 3:48,3     |
| 3     | Friedel Stracke    | FRG  | 3:48,4     |
| 4     | Zbigniew Orywał    | POL  | 3:52,2     |

Datum: 19. September

### 5000 m
| Platz | Athlet           | Land | Zeit (min) |
| ----- | ---------------- | ---- | ---------- |
| 1     | Kazimierz Zimny  | POL  | 13:49,8    |
| 2     | Marian Jochman   | POL  | 14:04,6    |
| 3     | Ludwig Müller    | FRG  | 14:10,4    |
| 4     | Alfred Kleefeldt | FRG  | 14:25,0    |

Datum: 19. September

### 10.000 m
| Platz | Athlet          | Land | Zeit (min) |
| ----- | --------------- | ---- | ---------- |
| 1     | Kazimierz Zimny | POL  | 29:28,6    |
| 2     | Xaver Höger     | FRG  | 29:46,2    |
| 3     | Walter Konrad   | FRG  | 29:52,0    |
| 4     | Stanisław Ożóg  | POL  | 30:35,2    |

Datum: 19. September

### 110 m Hürden
| Platz | Athlet            | Land | Zeit (s) |
| ----- | ----------------- | ---- | -------- |
| 1     | Martin Lauer      | FRG  | 13,6     |
| 2     | Walter Pensberger | FRG  | 14,4     |
| 3     | Roman Muzyk       | POL  | 14,6     |
| 4     | Edward Bugała     | POL  | 15,0     |

Datum: 20. September

### 400 m Hürden
| Platz | Athlet             | Land | Zeit (s) |
| ----- | ------------------ | ---- | -------- |
| 1     | Helmut Janz        | FRG  | 51,6     |
| 2     | Martin Lauer       | FRG  | 51,7     |
| 3     | Zdislaw Król       | POL  | 52,8     |
| 4     | Leonard Dobrzyński | POL  | 53,0     |

Datum: 19. September

### 3000 m Hindernis
| Platz | Athlet                | Land | Zeit (min) |
| ----- | --------------------- | ---- | ---------- |
| 1     | Zdzisław Krzyszkowiak | POL  | 8:46,4     |
| 2     | Ludwig Müller         | FRG  | 8:54,4     |
| 3     | Heinz Laufer          | FRG  | 9:04,8     |
| 4     | Kazimierz Żbikowski   | POL  | 9:10,0     |

Datum: 20. September

### 4 × 100 m Staffel
| Platz | Besetzung      | Land                                                            | Zeit (s) |
| ----- | -------------- | --------------------------------------------------------------- | -------- |
| 1     | BR Deutschland | Peter Gamper Martin Lauer Walter Mahlendorf Manfred Germar      | 39,8     |
| 2     | Polen          | Andrzej Zieliński Marian Foik Janusz Jarzembowski Edward Szmidt | 40,0     |

Datum: 19. September

### 4 × 400 m Staffel
| Platz | Besetzung      | Land                                                               | Zeit (min) |
| ----- | -------------- | ------------------------------------------------------------------ | ---------- |
| 1     | BR Deutschland | Walter Oberste Otto Klappert Manfred Kinder Carl Kaufmann          | 3:07,9     |
| 2     | Polen          | Edward Bożek Tadeusz Kaźmierski Stanisław Swatowski Jerzy Kowalski | 3:10,6     |

Datum: 20. September

### Hochsprung
| Platz | Athlet                | Land | Höhe (m) |
| ----- | --------------------- | ---- | -------- |
| 1     | Theo Püll             | FRG  | 2,01     |
| 2     | Peter Riebensahm      | FRG  | 1,98     |
| 3     | Kazimierz Fabrykowski | POL  | 1,98     |
| 4     | Zbigniew Lewandowski  | POL  | 1,95     |

Datum: 19. September

### Stabhochsprung
| Platz | Athlet             | Land | Höhe (m) |
| ----- | ------------------ | ---- | -------- |
| 1     | Klaus Lehnertz     | FRG  | 4,40     |
| 2     | Janusz Gronowski   | POL  | 4,40     |
| 3     | Dieter Möhring     | FRG  | 4,30     |
| 4     | Andrzej Krzesiński | POL  | 4,00     |

Datum: 20. September

### Weitsprung
| Platz | Athlet                 | Land | Weite (m) |
| ----- | ---------------------- | ---- | --------- |
| 1     | Manfred Steinbach      | FRG  | 7,75      |
| 2     | Kazimierz Kropidłowski | POL  | 7,66      |
| 3     | Manfred Molzberger     | FRG  | 7,62      |
| 4     | Henryk Grabowski       | POL  | 7,43      |

Datum: 19. September

### Dreisprung
| Platz | Athlet              | Land | Weite (m) |
| ----- | ------------------- | ---- | --------- |
| 1     | Józef Szmidt        | POL  | 16,19     |
| 2     | Ryszard Malcherczyk | POL  | 15,90     |
| 3     | Hermann Strauß      | FRG  | 15,19     |
| 4     | Jörg Wischmeyer     | FRG  | 15,16     |

Datum: 20. September

### Kugelstoßen
| Platz | Athlet                | Land | Weite (m) |
| ----- | --------------------- | ---- | --------- |
| 1     | Alfred Sosgórnik      | POL  | 17,43     |
| 2     | Eugeniusz Kwiatkowski | POL  | 17,36     |
| 3     | Karl-Heinz Wegmann    | FRG  | 17,21     |
| 4     | Hermann Lingnau       | FRG  | 17,20     |

Datum: 20. September

### Diskuswurf
| Platz | Athlet            | Land | Weite (m) |
| ----- | ----------------- | ---- | --------- |
| 1     | Edmund Piątkowski | POL  | 56,31     |
| 2     | Martin Bührle     | FRG  | 51,78     |
| 3     | Zenon Begier      | POL  | 51,05     |
| 4     | Anton Pflieger    | FRG  | 48,71     |

Datum: 19. September

### Hammerwurf
| Platz | Athlet           | Land | Weite (m) |
| ----- | ---------------- | ---- | --------- |
| 1     | Tadeusz Rut      | POL  | 65,57     |
| 2     | Olgierd Ciepły   | POL  | 64,12     |
| 3     | Willi Glotzbach  | FRG  | 58,81     |
| 4     | Siegfried Lorenz | FRG  | 55,80     |

Datum: 19. September

### Speerwurf
| Platz | Athlet                 | Land | Weite (m) |
| ----- | ---------------------- | ---- | --------- |
| 1     | Janusz Sidło           | POL  | 81,76     |
| 2     | Zbigniew Radziwonowicz | POL  | 77,65     |
| 3     | Hermann Salomon        | FRG  | 77,12     |
| 4     | Luitpold Maier         | FRG  | 72,09     |

Datum: 20. September